# Hansel-Fingerhut-Spiel

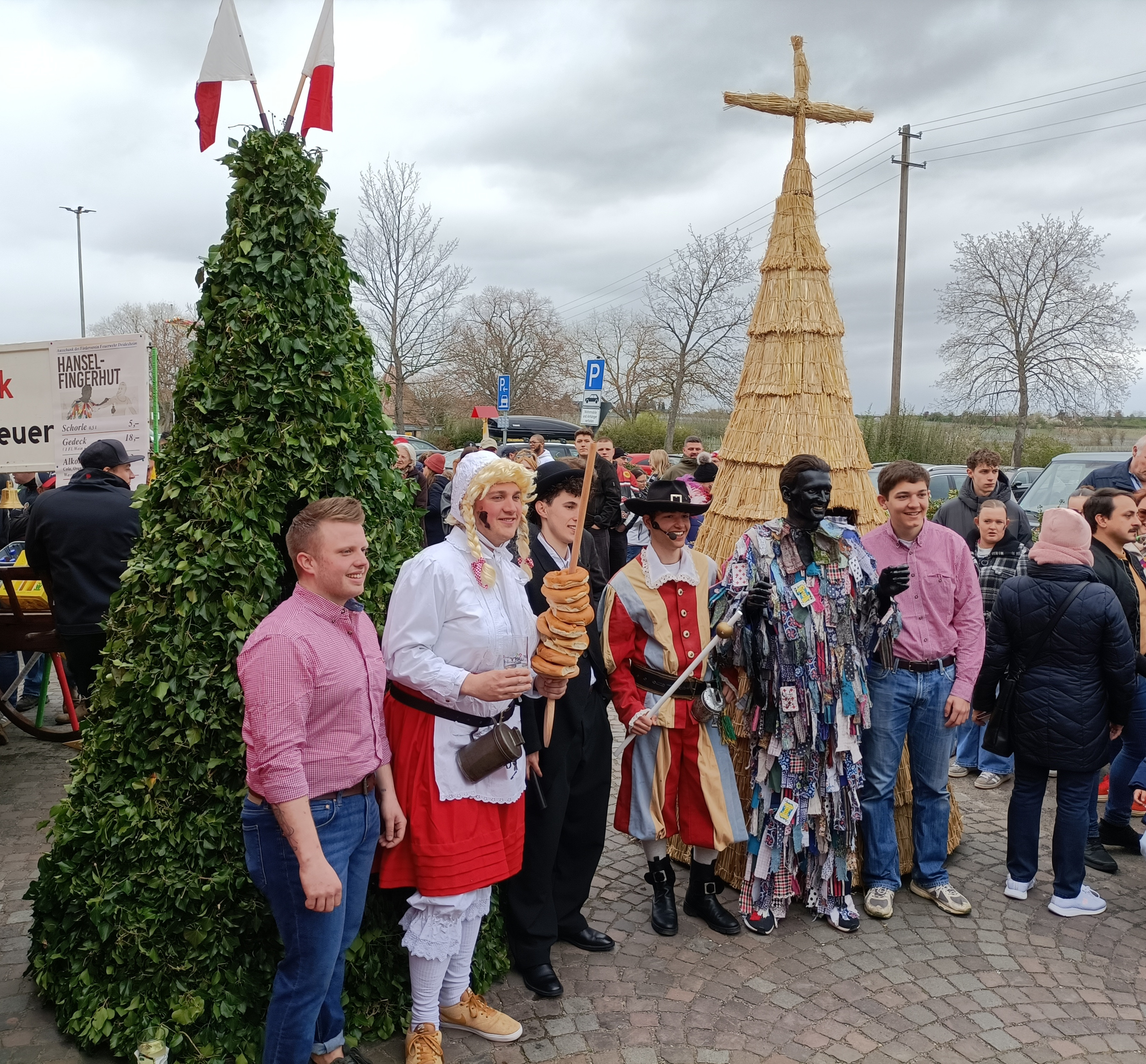
Die sechs Darsteller des Spiels sowie die kegelförmigen Figuren Sommer und Winter

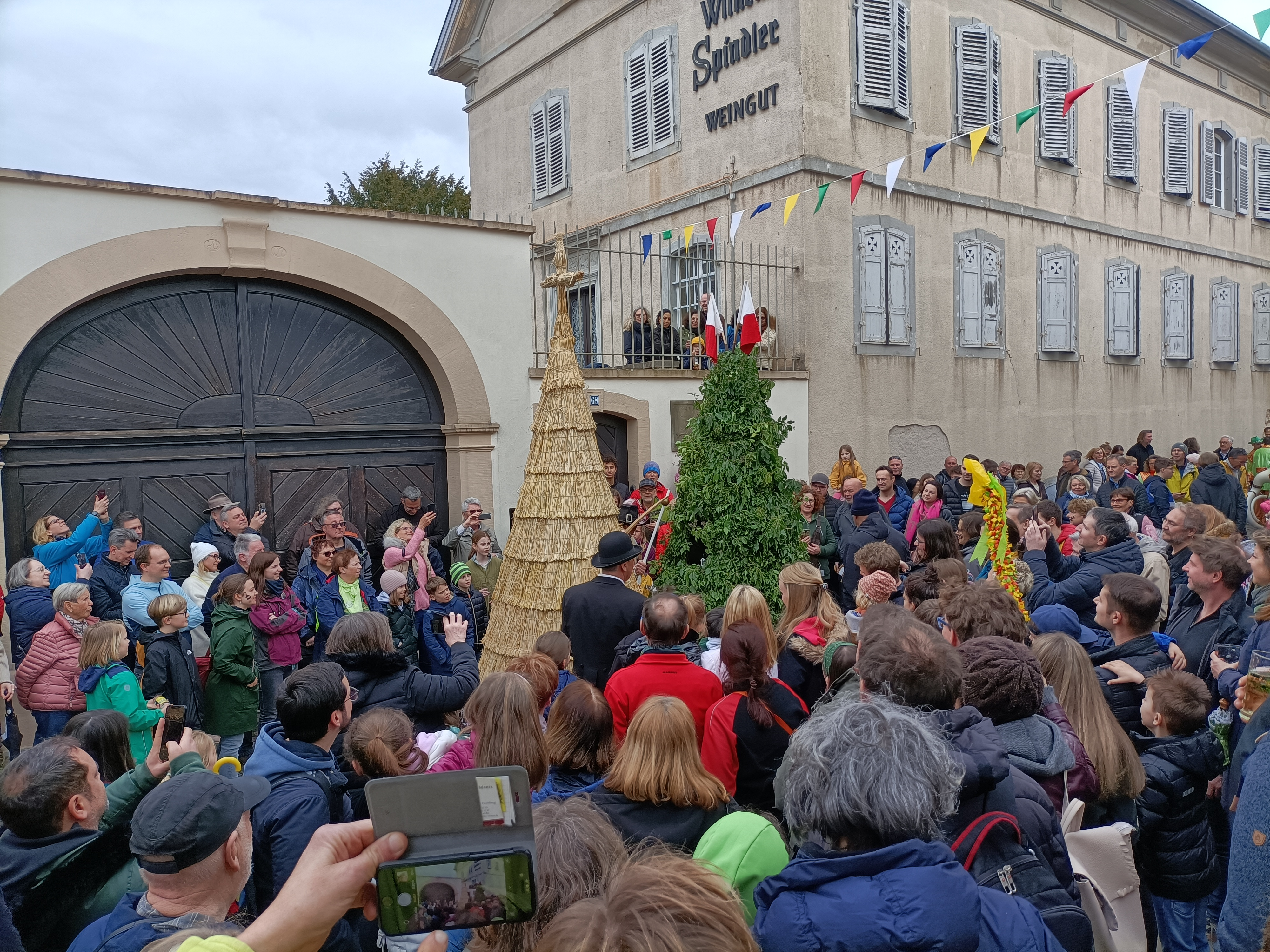
Bei einer der Aufführungen in der Hauptstraße: Der Sommer kämpft gegen den Winter

Das Hansel-Fingerhut-Spiel im pfälzischen Winzerdorf Forst an der Weinstraße (Rheinland-Pfalz) ist eine Veranstaltung mit jahrhundertelanger Tradition. Dabei wird im Rahmen eines Sommertagszugs ein Schauspiel aufgeführt. Auf dem Festplatz, wo der Umzug endet, wird ein Volksfest gefeiert. Die eintägige Veranstaltung findet jährlich am Sonntag Laetare statt, der drei Wochen vor Ostern liegt. 
Das Spiel wurde ins Bundesweite Verzeichnis des Immateriellen Kulturerbes aufgenommen.

## Geographie
In der pfälzischen Weinbauregion beidseits der Deutschen Weinstraße gibt es zahlreiche Volksfeste mit historischem Bezug. Überregional bekannt sind z. B. die Geißbockversteigerung in der Stadt Deidesheim, die Forst benachbart ist, das Eselshautfest im nahegelegenen Mußbach an der Weinstraße und der Billigheimer Purzelmarkt in der südpfälzischen Gemeinde Billigheim-Ingenheim.

## Ablauf

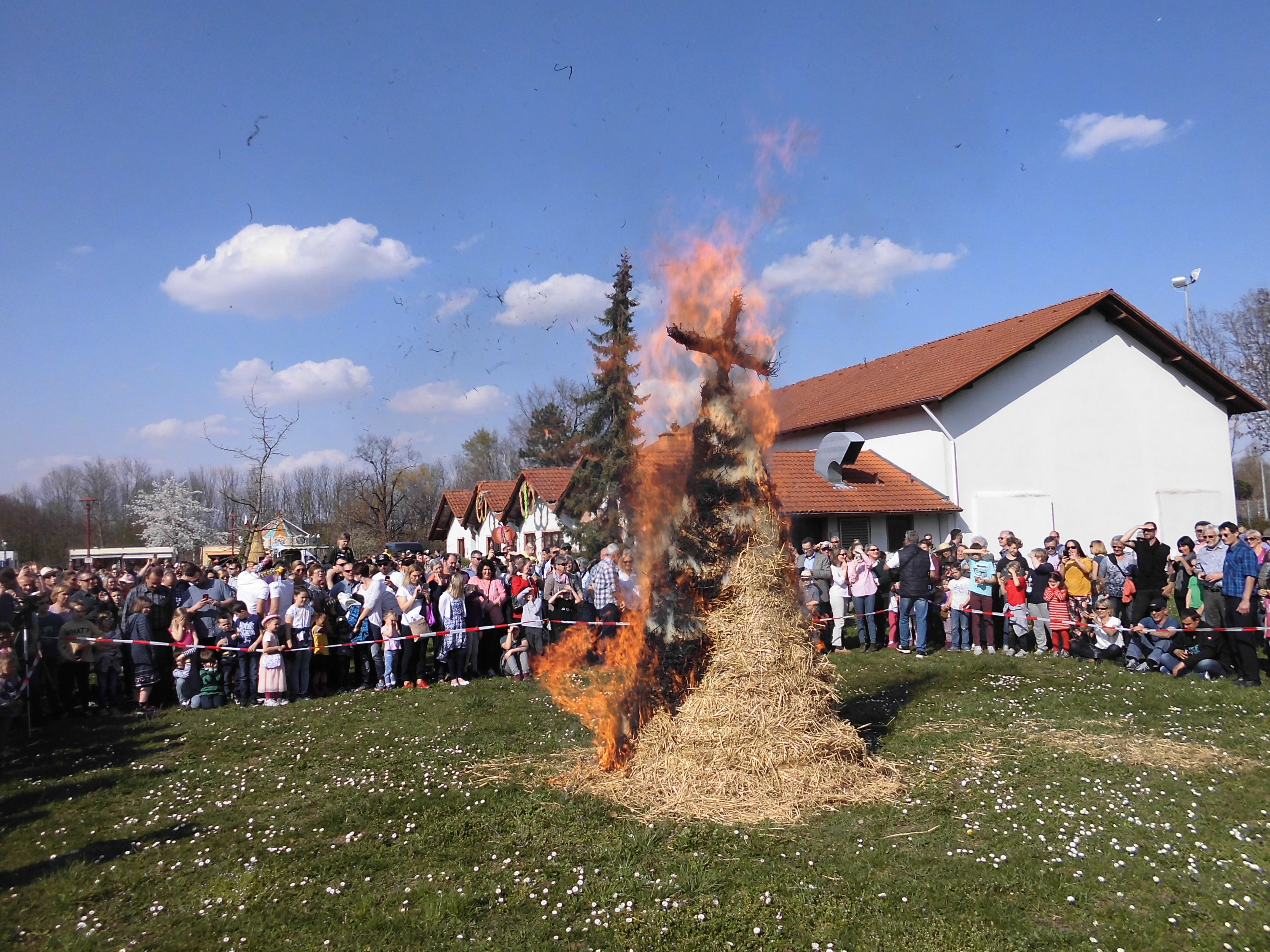
Symbolische Winterverbrennung am Ende des Spiels

Das Sommertagsspiel wird eineinhalb Stunden lang als eine Kette von öffentlichen Aufführungen im Rahmen eines Umzugs dargeboten. Der Zug startet am nördlichen Ortseingang, zieht sich durch die Hauptstraße und endet auf dem Festplatz vor der Felix-Christoph-Traberger-Halle; dort sind Buden und ein Karussell aufgestellt. Zum Abschluss der Veranstaltung wird hier symbolisch der Winter verbrannt, der durch einen Strohkegel symbolisiert wird. 
Hauptdarsteller des Spiels mit überkommenen gereimten Texten sind Sommer und Winter, gespielt von jungen Männern in kegelförmigen „Häuschen“, der Sommer umkleidet mit Efeu, der Winter mit Stroh. Das Streitgespräch zwischen Sommer und Winter bildet den Kern des Sommertagsspiels, daran wurden Szenen angefügt, die wohl anderen Ursprungs sind. Von den übrigen Figuren ist Hansel Fingerhut die wichtigste. Er verkörpert einen Vagabunden, dessen Gewand aus bunten Flicken zusammengesetzt ist. Mit rußgeschwärztem Gesicht verfolgt er in satyrhaften Anwandlungen Mädchen und Frauen; er versucht sie zu küssen und ihre Wangen mit den schwarzen Abdrücken seiner Zudringlichkeiten zu zeichnen. Zum Gefolge des Winters gehört die Nudelgret, gespielt von einem jungen Mann, der eine Perücke mit zwei blonden Zöpfen trägt. Die Brezeln, die sie mit sich herumträgt, hat sie als Mundvorrat für den langen Winter gebacken. Eine weitere Rolle hat der Henrich-Fähnrich, gekleidet in eine historische Soldatenuniform; er entscheidet als Richter den Kampf zwischen Sommer und Winter. Der sechste Akteur ist der Scherer, ein Barbier, der den Hansel Fingerhut rasiert und zur Ader lässt.

## Geschichte

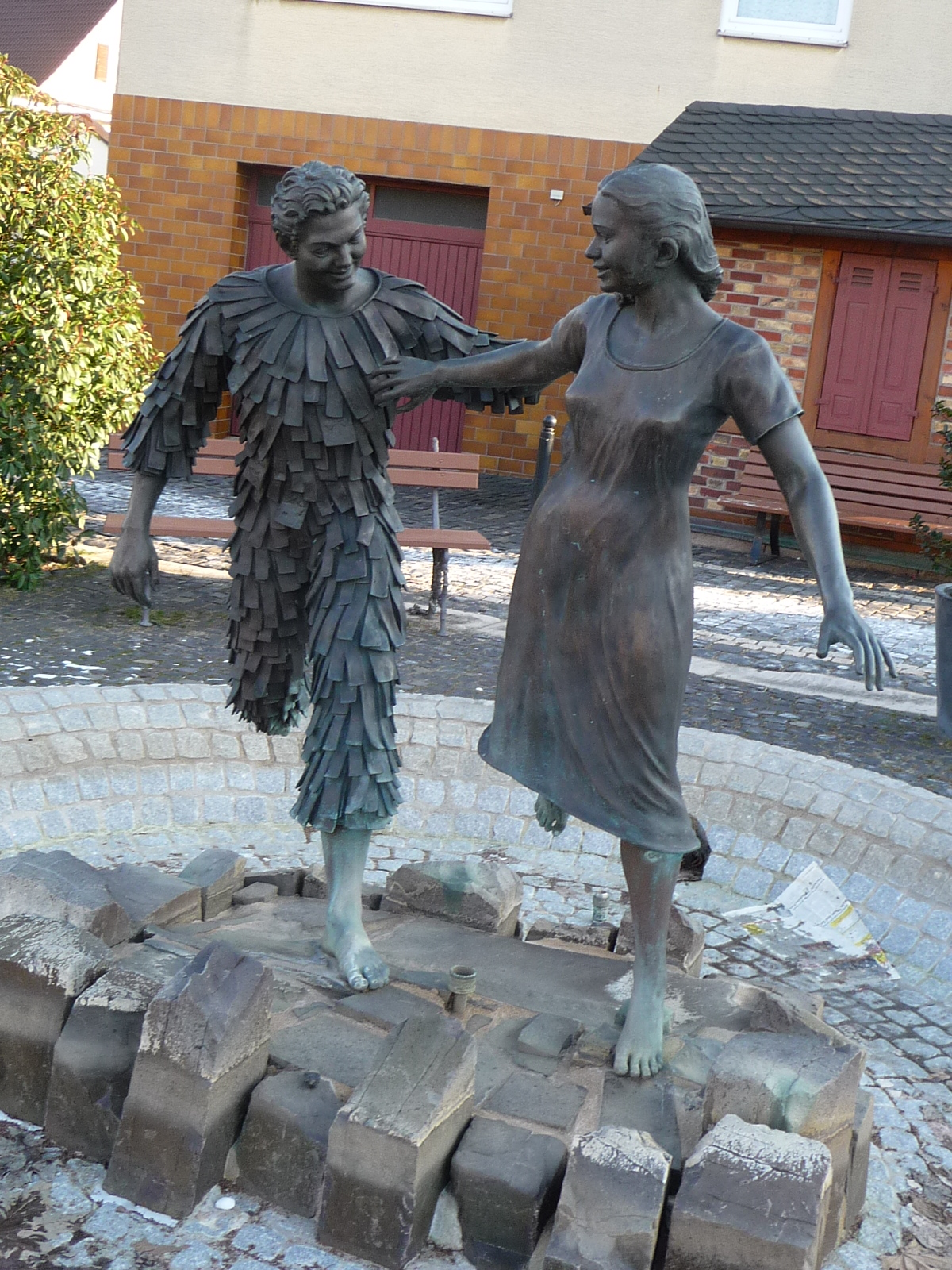
Brunnenfiguren: Hansel Fingerhut beim Versuch, eine Frau zu erhaschen

Seine Ursprünge hat das Sommertagsfest in zwei verschiedenen Überlieferungen: Dem Kampf zwischen Winter und Sommer sowie dem Austeilen von Spitzwecken an Kinder nach dem Gottesdienst. Einige Elemente stammen wohl aus dem Schweizer oder südbadischen Raum und sind alten Fastnachtsspielen oder Handwerkerbräuchen entlehnt. Neubürger aus dieser Gegend wurden im 17. Jahrhundert von den damaligen Landesherren in die Pfalz geholt, weil die Gegend nach den Wirren des Dreißigjährigen Kriegs großenteils entvölkert war. Ihre Fastnachtsbräuche, von denen beispielsweise der Narrensprung der Narrenzunft Rottweil deutschlandweit bekannt geworden ist, brachten die Einwanderer mit und integrierten sie in das vorgefundene Brauchtum.
Erstmals belegt ist die Aufführung des Spiels in Forst für das Jahr 1721. Um 1900 wurde der Ablauf des Spiels von dem Forster Lehrer und Ortshistoriker Otto Stang aufgezeichnet; Albert Becker veröffentlichte das Spiel zunächst im Jahr 1907 und 1931 noch ein zweites Mal. Der Schriftsteller Paul Ginthum (1894–1959), der in Heidelberg geboren wurde und in Lustadt (Pfalz) lebte, hat das Hansel-Fingerhut-Spiel literarisch bearbeitet. In seiner Fassung wurde das Spiel erstmals 1923 in der südpfälzischen Stadt Landau aufgeführt.
Hansel Fingelhut ist als Bronzeskulptur auf dem Hansel-Fingerhut-Brunnen dargestellt. Den Brunnen schuf im Jahr 2003 der Bildhauer Franz Leschinger aus Lug (Pfalz).
Am 9. Dezember 2016 wurde das Hansel-Fingerhut-Spiel in das Bundesweite Verzeichnis des Immateriellen Kulturerbes aufgenommen, das mit dem Umsetzungsverfahren des UNESCO-Übereinkommens zur Erhaltung des immateriellen Kulturerbes eingerichtet wurde.